# Kenny Kirkland
Kenneth David Kirkland (Newport, 28 settembre 1955 – New York City, 11 novembre 1998) è stato un pianista statunitense di musica jazz.

## Biografia
Cominciò a suonare il pianoforte all'età di sei anni e più tardi studiò alla Manhattan School of Music. Il suo primo ingaggio da professionista fu nel 1977 con il violinista polacco fusion Michał Urbaniak (su sintetizzatori) dove fece un tour europeo e registrò gli album Urbaniak e Daybreak. In seguito, nel 1979, incontrò Miroslav Vitous con cui incise due album: First Meeting e Miroslav Vitous Group.
Nel 1980 andò in tour con il trombettista Terumasa Hino; in questo tour ebbe l'occasione di conoscere Wynton Marsalis, e da lì cominciò una lunga collaborazione che partì con il primo album di Wynton dal titolo omonimo.
Influenzato da Herbie Hancock, Kirkland ebbe grande successo mentre era nella band di Wynton Marsalis (1981-1985), ma la sua partenza nel 1985 per suonare con Sting nell’album The Dream of the Blue Turtles e nel successivo tour mondiale (insieme a Branford Marsalis) rese Wynton molto agitato. Dopo avere lasciato Sting nel 1986, Kirkland divenne un musicista di sessione e nei primi anni novanta, si unì alla Tonight Show band (sotto la direzione di Branford Marsalis, che in quel periodo aveva molta visibilità).
In più di venti anni di carriera Kenny Kirkland suonò e registrò con diversi importanti artisti come Don Alias, Carla Bley, Terence Blanchard, Terumasa Hino, Michael Brecker, Stanley Clarke, Urszula Dudziak, Kevin Eubanks, Charles Fambrough, Chico Freeman, Kenny Garrett, Dizzy Gillespie, Elvin Jones, Stanley Jordan, Arturo Sandoval, John Scofield, Tom Scott, Miroslav Vitous, Ernie Watts, Jeff "Tain" Watts e Mark Whitfield. Durante la sua carriera Kirkland collaborò non solo con artisti legati al mondo del jazz ma anche a cantanti soul come Ben E. King e Angela Bofill, alla star senegalese Youssou N'Dour e al mondo del rock con Stephen Stills e David Crosby.
A differenza di molti pianisti puristi, Kirkland fece utilizzo di synth e tastiere elettriche.
Il suo unico album come leader, intitolato Kenny Kirkland, fu inciso per la GRP Records nel 1991. Kirkland venne trovato morto a Queens, New York, nel suo appartamento il 13 novembre 1998; aveva appena 43 anni.
Nel giugno del 1998 Kenny ha lavorato assiduamente con Jeff "Tain" Watts per registrare l'album Citizen Tain e il produttore Delfeayo Marsalis racconta "Era evidente che non era in buona salute e quando gli abbiamo chiesto di andare da un medico ha risposto che ci sarebbe andato dopo la sessione di registrazione"; dopo la visita i medici gli dissero che aveva un grave problema al cuore ed era richiesta un'operazione. Per paura dell'operazione Kirkland decise di non farsi operare e di andare in tour con Branford Marsalis. Il 7 novembre Kirkland partecipò al matrimonio di Branford a New Rochelle e sembrava apparentemente in buona salute, ma venne poi trovato morto il 13 novembre del 1998 nel suo appartamento nel Queens. L'accertamento medico disse che la causa della morte fu una insufficienza cardiaca.

## Discografia

### Come leader
- 1991 Kenny Kirkland

### Come co-leader
- 1993 Thunder and Rainbows / Megawatts

### Con Michał Urbaniak
- 1977 Urbaniak
- 1978 Ecstasy
- 1980 Daybreak
- 1980 Heritage
- 1980 Serenade for the City
- 1983 Facts of Life

### Con Miroslav Vitous
- 1978 Guardian Angels
- 1980 First Meeting
- 1981 Miroslav Vitous Group

### Con Terumasa Hino
- 1981 Double Rainbow
- 1982 Pyramid
- 1983 New York Times

### Con Elvin Jones
- 1982 Familiar Ground / Brother John
- 1982 Earth Jones

### Con Wynton Marsalis
- 1981 Wynton Marsalis
- 1983 Think of One
- 1984 Hot House Flowers
- 1985 Black Codes (From the Underground)

### Con Branford Marsalis
- 1983 Scenes in the City
- 1986 Renaissance
- 1987 Random Abstract
- 1990 Crazy People Music
- 1992 I Heard You Twice the First Time
- 1999 Requiem

### Con Dizzy Gillespie
- 1984 New Faces
- 1984 Closer To The Source

### Con Sting
- 1985 The Dream of the Blue Turtles
- 1986 Bring on the Night
- 1987 Nothing Like The Sun
- 1991 The Soul Cages
- 1996 Mercury Falling

### Con Kenny Garrett
- 1992 Black Hope
- 1997 Songbook

### Con Robert Hurst
- 1993 Presents: Robert Hurst
- 1994 One for Namesake

### Con Rodney Jones
- 1978 Articulation
- 1988 When You Feel The Love
- 1992 The Unspoken Heart

## Videografia
- 1986 Bring On the Night con Sting
- 1987 Celebrating a Jazz Master: Thelonious Sphere Monk Artisti Vari
- 1989 Steep con Branford Marsalis